# Auletobius
Auletobius är ett släkte av skalbaggar. Auletobius ingår i familjen Rhynchitidae.

## Bildgalleri

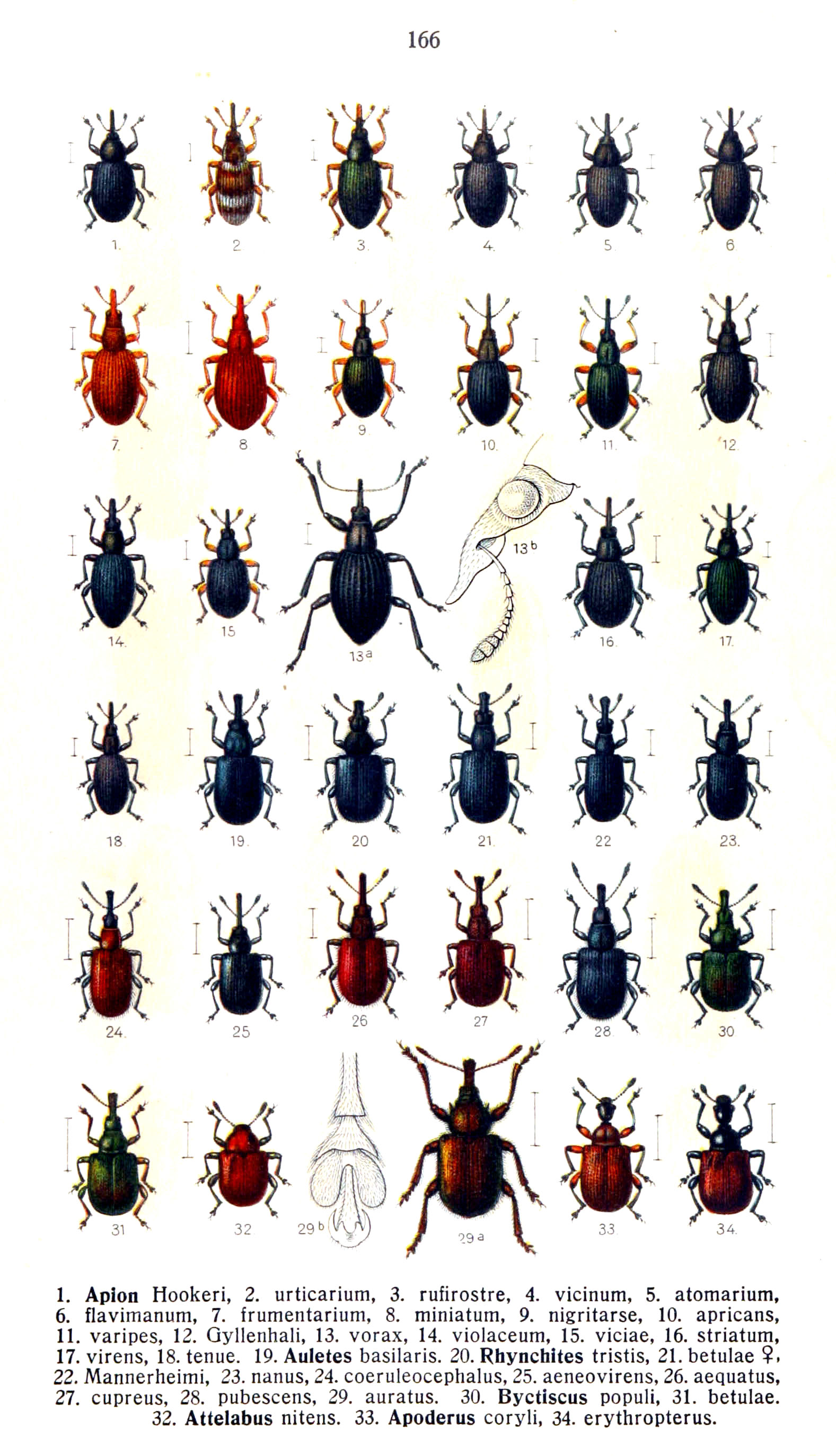

## Dottertaxa tillAuletobius, i alfabetisk ordning[1]
- Auletobius acaciae
- Auletobius adscendens
- Auletobius aeneiceps
- Auletobius aenescens
- Auletobius aeneus
- Auletobius affinis
- Auletobius akinini
- Auletobius albopilosus
- Auletobius albovestita
- Auletobius anceps
- Auletobius ankaratraensis
- Auletobius anthracinus
- Auletobius ascendens
- Auletobius ater
- Auletobius aterrimus
- Auletobius aurichalceus
- Auletobius bakeri
- Auletobius basilaris
- Auletobius beckeri
- Auletobius berberidis
- Auletobius bicolor
- Auletobius blatchleyi
- Auletobius blawanus
- Auletobius brevihirtus
- Auletobius brevirostris
- Auletobius brunneus
- Auletobius bryophagus
- Auletobius calceatus
- Auletobius callonus
- Auletobius callosus
- Auletobius calvus
- Auletobius capensis
- Auletobius cariniceps
- Auletobius cassandrae
- Auletobius castaneus
- Auletobius castor
- Auletobius ceylonicus
- Auletobius chinensis
- Auletobius cisticola
- Auletobius cognatus
- Auletobius collaris
- Auletobius columbiensis
- Auletobius combreti
- Auletobius concolor
- Auletobius conformis
- Auletobius congruus
- Auletobius consimilis
- Auletobius constrictus
- Auletobius contristanus
- Auletobius convexifrons
- Auletobius costulatus
- Auletobius cremeri
- Auletobius cubanus
- Auletobius cylindricollis
- Auletobius dapitanus
- Auletobius decipiens
- Auletobius densatus
- Auletobius densus
- Auletobius discimacula
- Auletobius dispar
- Auletobius diversicolor
- Auletobius ebenus
- Auletobius emgei
- Auletobius erythroderes
- Auletobius eucalypti
- Auletobius euphorbiae
- Auletobius fausti
- Auletobius filirostris
- Auletobius flavipennis
- Auletobius flavomaculatus
- Auletobius formosanus
- Auletobius formosus
- Auletobius freyi
- Auletobius fukienensis
- Auletobius fuliginosus
- Auletobius fumigatus
- Auletobius fuscofasciatus
- Auletobius gestroi
- Auletobius gibbipennis
- Auletobius glaber
- Auletobius guadelupensis
- Auletobius helleri
- Auletobius hirtellus
- Auletobius hirtus
- Auletobius hortulanus
- Auletobius humboldti
- Auletobius humeralis
- Auletobius hustachei
- Auletobius ilicis
- Auletobius imitator
- Auletobius impectitus
- Auletobius incanus
- Auletobius inconstans
- Auletobius inflaticollis
- Auletobius insignis
- Auletobius insularis
- Auletobius irkutensis
- Auletobius japonicus
- Auletobius klapperichi
- Auletobius kraatzi
- Auletobius kuntzeni
- Auletobius laterirostris
- Auletobius laticollis
- Auletobius latipennis
- Auletobius leai
- Auletobius leucotrichus
- Auletobius lineatopunctatus
- Auletobius longicollis
- Auletobius maculatus
- Auletobius maculipennis
- Auletobius maderensis
- Auletobius major
- Auletobius mandibularis
- Auletobius mariposae
- Auletobius maroccanus
- Auletobius melaleuca
- Auletobius melanocephalus
- Auletobius melanostethus
- Auletobius meridianus
- Auletobius meridionalis
- Auletobius minor
- Auletobius montanus
- Auletobius monticola
- Auletobius montrouzieri
- Auletobius nasalis
- Auletobius nigrinus
- Auletobius nigritarsis
- Auletobius nigrocyaneus
- Auletobius nitens
- Auletobius nitidus
- Auletobius nudus
- Auletobius obscurus
- Auletobius obtatus
- Auletobius orientalis
- Auletobius orthorrhinus
- Auletobius ovatus
- Auletobius pallidus
- Auletobius pallipes
- Auletobius perturbatus
- Auletobius picticornis
- Auletobius pilosus
- Auletobius podocarpi
- Auletobius politus
- Auletobius pollux
- Auletobius postscutellaris
- Auletobius procerus
- Auletobius pruinosus
- Auletobius psilorrhinus
- Auletobius puberulus
- Auletobius pubescens
- Auletobius puncticollis
- Auletobius punctiger
- Auletobius punctipennis
- Auletobius pygmaeus
- Auletobius rectirostris
- Auletobius reichei
- Auletobius rhodesiensis
- Auletobius rhynchitoides
- Auletobius rhyparochromus
- Auletobius rostralis
- Auletobius rubricollis
- Auletobius rubrorufus
- Auletobius rufipennis
- Auletobius sanguineus
- Auletobius sanguisorbae
- Auletobius semicrudus
- Auletobius simillimus
- Auletobius sobrinus
- Auletobius striatopunctatus
- Auletobius subbasalis
- Auletobius subcalceatus
- Auletobius subcoeruleus
- Auletobius subcordaticollis
- Auletobius subgranulatus
- Auletobius submaculatus
- Auletobius subocellatus
- Auletobius subpicescens
- Auletobius subplumbeus
- Auletobius subrufus
- Auletobius subseriepunctatus
- Auletobius subsignatus
- Auletobius subtuberculatus
- Auletobius sulcibasis
- Auletobius suturalis
- Auletobius tabaci
- Auletobius tasmaniensis
- Auletobius tenasserimensis
- Auletobius tessoni
- Auletobius testaceipennis
- Auletobius testaceus
- Auletobius tibialis
- Auletobius togoensis
- Auletobius tuberculatus
- Auletobius tucumanensis
- Auletobius turbidus
- Auletobius turcestanensis
- Auletobius turneri
- Auletobius ueleanus
- Auletobius uniformis
- Auletobius urundiensis
- Auletobius variicollis
- Auletobius variipennis
- Auletobius viridimicans
- Auletobius viridis
- Auletobius vonmaltzani